# Renée Kempen
Stefanie Dumont, alias Renée Kempen (Burcht, 1914 – Schoten, 2002) was een Vlaamse kunstschilderes. Haar werk valt onder het laat-impressionisme, romantisch realisme en het expressionisme.

## Biografie

### Jonge jaren
Kempen werd geboren in Burcht, aan de 'boorden van de Schelde', in 1914. Haar vader was een Vlaming en actief in de burgerlijke scheepvaart en het maritiem transport en schilderde ook. Haar moeder was afkomstig uit Frans-Vlaanderen. Deze streek koos de familie vaak uit als vakantieplek. Haar jeugd bracht ze door aan de Schelde in de buurt van de oude dokken. Ze was een echt 'Scheldekind'. Vanaf haar vierde voer ze met vader mee. Men kan gerust stellen dat haar jeugdjaren in de sinjorenstad en de haven bepalend zijn geweest in de keuze van haar onderwerpen. Op twaalfjarige leeftijd volgde ze lessen aan de tekenacademie te Antwerpen.
Kempen genoot een opleiding aan de Koninklijke Academie voor Schone Kunsten en het Hoger Instituut voor Schilderkunst te Antwerpen, waar ze onder de deskundige leiding stond van kunstenaars als Albert en Carlo De Roover, Victor Thonet, Samuel De Vriendt en Wante. Het was in haar latere woonplaats te Afsnee (Leiestreek)-het dorp van Cyriel Buysse- dat ze haar artistieke creativiteit begon te uiten. Ze werd er beïnvloed door de schilders van de Latemse School.
Als moeder van vier kinderen wilde ze meer dan alleen de huishoudelijke taken vervullen. "Het huishouden alleen? Dan ga ik dood!" zei ze ooit.
Naast exposeren, schreef ze ook reisreportages, verzen en korte verhalen onder de naam Mic Macay. De aparte sfeer tijdens de wintermaanden in de Leiestreek wakkerde haar schrijflust aan. Verschillende kranten en tijdschriften hebben haar 'literaire' werk gepubliceerd. Enkele verhalen en gedichten werden bekroond. Geleidelijk geraakte het schrijven meer en meer op de achtergrond en begon het schilderen toch de overhand te krijgen. Een van haar verzen werd geselecteerd door de 'Vlaamsche Poeziedagen' te Merendree (Oost-Vlaanderen) en voorgedragen door het N.I.R (Nationaal Instituut voor de Radio-omroep).
Het eeuwig lied
'n Verlaten strand, 't zand okergeel
met strepen purper in de avond,
en op dit strand, als rollend goud,
het eeuwig lied der baren.
Hier liep een stap, 't lied nam hem mee,
was het de stap van peis en vree
verdronken in het water?...
Ginds liepen stappen naast elkaar
zo dicht, dat lippen er zich raakten.
Daar liep een blote kindervoet
rond een vergeten zandkasteel,
en daar die stap, zo heel alleen,
zal ook het lied vervagen.
En baar na baar breekt vreugd' of leed, dekt alles met een zandig kleed...
n' Verlaten strand, 't zand okergeel
met strepen purper in de avond
en op dit strand, alles rollend goud,
het eeuwig lied der baren.

### Kempen - Leiestreek
In 1934 trouwde Kempen met Miel Mollekens. Hij vervulde een administratieve loopbaan. De verschillende woonplaatsen waar ze zich vestigden, waren inspirerend voor Kempen: Sint-Lenaarts (Kempen), Deurne, Afsnee en Sint-Denijs-Westrem. Toen haar echtgenoot werd overgeplaatst van Gent naar Brussel, verhuisden ze naar Schoten (Schotenhof), vlak bij het door haar zo geliefde gebied de Kempen. Het waren de Kempen die een grote invloed hebben gehad in haar werk en in haar naam. 'Kempen' koos ze immers als artiestennaam, waarmee ze meteen haar liefde voor de Kempen onderstreepte. "Een fraaie streek, de mooiste van heel Vlaanderen, maar de laatste decennia ging er veel van die ongereptheid verloren", zei ze ooit weemoedig. Ze bracht op die manier een permanente hulde aan le plat pays qui est le mien ('mijn platteland'). Een snuifje nostalgie speelde ook mee. Tijdens vele uitstappen die ze ondernam naar de Kempen werd ze vaak geconfronteerd met de armoede van de grond en de mensen, die in tegenstelling stond tot de rijkdom van het natuurschoon. Net zoals haar liefde voor de "arme" Kempen, stond ze ook altijd aan de kant van diegenen die benadeeld waren. Dat gegeven raakte haar enorm. Zo werkte Kempen in 1996 mee aan een benefietactie ten voordele van het tehuis "De Stobbe" in Antwerpen, een opvangcentrum voor vrouwen en kinderen die gevlucht zijn voor de angst en pijn van scheefgegroeide gezinssituaties en mishandelingen. Twee van haar werken werden voor dit goede doel verkocht.
In de jaren 70 organiseerde ze zo'n zeven keer, telkens in de maand mei, een openluchttentoonstelling die plaatsvond in haar eigen tuin. Gedurende drie weken kon iedereen met haar en haar werk kennismaken. Bij regenweer ging de tentoonstelling door in het atelier of zoals in 1974, toen er door het leger vier grote tenten in haar tuin werden opgetrokken.
Kempen was een bescheiden vrouw, ze stond niet graag in de kijker. Schilderen en tekenen betekende voor haar een ontladende vreugde. Toch was ze zelden of nooit over een werk tevreden. Zelfkritiek zette haar steeds weer aan om verder te gaan. Een citaat: "Ik vind een werk goed als ik vastel en voel dat ik er zelf inzit". "Schilderen is steeds evolueren en je eigen mogelijkheden aftasten." Vanwege haar professionele aanpak fungeerde Kempen vaak als jurylid voor verschillende kunstwedstrijden. Haar man steunde haar in alles wat ze deed, hij was als het ware haar manager. Hij bewonderde met vuur datgene wat zijn vrouw op doek bracht."Zonder hem", aldus Renée Kempen," verkocht ik nooit één schilderij. Ik zou ze allemaal weggeven. Dat is trouwens mijn ideaal. Miel organiseert de tentoonstellingen, koopt de kaders, bepaalt de prijs en praat met eventuele kopers."

### Haar werk
Kempen begon met schilderen van aquarellen. Vanaf 1974 spitste ze zich in hoofdzaak toe op marines en landschapschilderkunst in olieverf, maar ook verrassende houtskooltekeningen van figuren, op papier of karton, hielden haar bezig. De natuur is hierbij haar belangrijkste inspiratiebron geweest, maar ook de stad leverde haar voldoende beeldmateriaal.
Gevoelsmatig gaf ze impressies of visuele herinneringen weer van de Kempen of de Schelde, maar ook reisherinneringen van bijvoorbeeld Noord-Frankrijk, tussen Rijsel en Calais, en verre landen, lieten haar niet los. Naar aanleiding van een expositie in 1973 schreef een krant: "Renée kempen, paysagiste". Verschillende onderwerpen kwamen in haar werk aan bod; landschappen, dorps- en stadsgezichten, boten, dokken. Apart te vermelden zijn de intussen befaamde 'trams'. Ook de expressieve weergave van mensen en dieren -haar lievelingsdier was het paard- boeide haar uitermate. Zo had ze de ziel van het volkse Antwerpen van destijds goed aangevoeld in de verschillende pittoreske types van het schipperskwartier en de zomerkloppers in zeemanskroegen die ze soms zeer vluchtig wist weer te geven. Haar liefde voor exotische mensen met getaande huidskleur, zoals zigeunertypen stak ze eveneens niet onder stoelen of banken. Minder voorkomend waren de bloemen, stillevens en (kerk)interieurs.
De manier waarop Kempen haar onderwerpen koos, formuleerde criticus Marc Bourgeois als volgt: "Ze projecteert een eigen visie tegen een waargenomen ervaring, op zeer sensibele wijze, met een eenheid voor verf en doek". Haar innerlijke gesteldheid op een bepaald ogenblik was hierbij bepalend voor de uitwerking van haar schilderijen. De voornaamste kenmerken in haar werk waren de steeds doorvoelde weergave, accenten die het geheel verlevendigen, een dynamische, zwierige en nerveuze toets, suggestieve trekken en de rotatie rond atmosferische kernen. Haar werken getuigen van een stuwend vitalisme en een zwaarmoedige lyrische grondtoon, waarbij ze een permanente harmonieuze innerlijke eenheid nastreefde, naast een eenheid van kleur en toonwaarden.
Bij het schilderen van landschappen en marines ging ze meestal grillig en dynamisch te werk, bij de stillevens werkte ze zeer statisch, van de natuur naar de nature morte. De steeds stevige verfzettingen waren voor haar de dragers van sfeer en coloriet. Kleur betekende vormgevende kracht. Het ging dan ook steeds om een kleurenharmonie die de verschillende vormen aannam. Aanvankelijk gebruikte ze vrij sombere tonaliteiten: een mengeling van grijzen, blauwen, okers, groenen en bruinen, en af en toe een diepgloeiend rood. Vanaf de jaren 80 kwamen steeds meer 'lichtere' kleuren opdagen: sfeerrijk groen- en blauwgrijs, geel en oker. Ze ging ook suggestiever schilderen, het vluchtige vond ze belangrijk, maar tegelijkertijd drong ze door tot de kern van haar onderwerpen door abstraherend te werk te gaan. Kempen wilde met haar werken dus geen fotografische nabootsing van de dingen beogen, dan wel de ziel van de dingen blootleggen. De vormgeving en de motieven waren hierbij van secundair belang. De exacte vormen zouden steeds meer vervagen tot vlekken, de vaste omlijningen werden doorbroken, toetsen en picturale rijkdom vulden het vlak. Altijd blijven het karaktervolle toetsen binnen een stemmig coloriet. Hierdoor ademen haar werken een eigen sfeer uit. Dit is onder meer goed te merken in de polderdorpen, stadsgezichten en Bretonse en Vlaamse gehuchten die ze in de jaren 80 schilderde.
Haar werk catalogiseren binnen een bepaalde stroming is niet eenvoudig. Kunstcriticus René Turky schreef hierover het volgende: "het oeuvre van Renée Kempen bezit kenmerken van het laatimpressionisme, het romantisch realisme en het expressionisme. Laten we maar zeggen dat haar schilderkunst een uiting is van Vlaamse picturaliteit, gevormd door de geest van Latem en de Antwerpse kleurexpressionisten".
In het 'Geïllustreerd Biografisch Woordenboek der Kunstenaars in België na 1830' wordt ze als volgt omschreven: "Impulsief of meditatief schilder van figuren, landschappen, zeegezichten, kerkinterieurs en bloemen. Suggereert door sobere en sombere kleurentonaliteiten haar nostalgie, vreugde of vitaliteit."
In 1984 schreef Renée Turky over haar: "Een van onze beste vrouwelijke schilders. Ze streeft een warmte, authentieke en eerlijke schilderkunst na, waarbij ze in geen geval moet onderdoen voor mannelijke collega's." En verder: "Doorheen haar leven loopt één rechte weg, waarvan zij nooit is afgeweken: zichzelf vrij uitleven als schilderes en tekenares, bewust strijdend, doorheen wel en wee, in standvastigheid, met onkreukbare eerlijkheid en met, ondanks haar nederigheid en te grote bescheidenheid, een vast geloof in haar roeping."